# Mecothrix aegyptiaca
Mecothrix aegyptiaca is een vlinder uit de familie van de visstaartjes (Nolidae). Deze soort is voor het eerst wetenschappelijk beschreven als Nola aegyptiaca door Pieter Snellen in een publicatie uit 1875.
De soort komt voor in het Afrotropisch gebied (Saudi-Arabië, Jemen, Burkina Faso, Soedan, Ethiopië, Somalië, Kenia, Tanzania, Mozambique, Namibië, Zimbabwe, Zuid-Afrika) en het Palearctisch gebied (Cyprus, Egypte en Jordanië).